# Taxeotis goniogramma
Taxeotis goniogramma là một loài bướm đêm trong họ Geometridae.